# The Lair of the Wolf (film 1917)
The Lair of the Wolf è un film muto del 1917 diretto da Charles Swickard. Sceneggiato da E. Magnus Ingleton e prodotto dalla Universal Film Manufacturing Company, aveva come interpreti Gretchen Lederer, Joseph W. Girard, Donna Drew, Chester Bennett, Val Paul, Charles Hill Mailes.

## Trama
Ignara del vero carattere di Oliver Cathcart, uomo crudele e senza scrupoli, Margaret Dennis, una vedova, si sposa con lui. Venuto a conoscenza di come Cathcart, tra le sue molte malefatte, abbia causato la rovina finanziaria della famiglia Taylor, provocando in questo modo la morte della signora Taylor, riducendo suo marito in un alcolizzato senza speranze e rovinando la vita del giovane Raymond, al quale non è rimasto altra idea che quella di vendicarsi di lui, Jim, il figlio di Margaret, mette sua madre davanti a un'alternativa: quella di scegliere tra lui e Cathcart. Quando la madre sceglie Cathcart, le strade dei due si dividono. Lei raggiunge il marito in campagna, nella sua tenuta. Ma lì, capirà a proprie spese il grande errore che ha fatto, scoprendo ben presto la vera natura dell'uomo che ha sposato. Il giovane Raymond Taylor, che abita lì vicino, sta corteggiando Milly, la domestica di Cathcart. Un giorno che si reca a trovarla, Margaret approfitta della sua venuta per chiedergli, supplicandolo, di far pervenire un messaggio a suo figlio Jim, nel quale chiede il suo aiuto. Quando Jim riceve il messaggio, parte subito per la tenuta dove promette di tornare il giorno seguente per portare via con sé la madre. Quella notte stessa, Cathcart viene trovato ucciso. La testimonianza di Milly, la domestica, che dichiara di avere visto Jim quel giorno alla tenuta, fa puntare i sospetti del delitto sul giovane Dennis, che viene arrestato. A scagionarlo prova Steve Taylor, la sorella di Raymond, che afferma che lei e Jim, la sera dell'omicidio si erano rifugiati in una vecchia baracca per sfuggire al temporale che si era scatenato. Il vero colpevole, si scopre, è il giardiniere della tenuta, Robert Shepherd, che ammette di avere ucciso lui Cathcart che gli stava insidiando sua figlia Bess. Jim viene liberato e il giardiniere prosciolto per avere agito in seguito a una momentanea infermità mentale.

## Produzione
Il film, prodotto dall'Universal Film Manufacturing Company, venne girato in California, negli Universal Studios, al 100 di Universal City Plaza, Universal City.

## Distribuzione
Il copyright del film, richiesto dalla Universal, fu registrato il 10 agosto 1917 con il numero LP11239.

Distribuito dalla Universal Film Manufacturing Company, il film uscì nelle sale statunitensi il 20 agosto 1917.
Non si conoscono copie ancora esistenti della pellicola che viene considerata presumibilmente perduta.